# Muramyl-Dipeptid

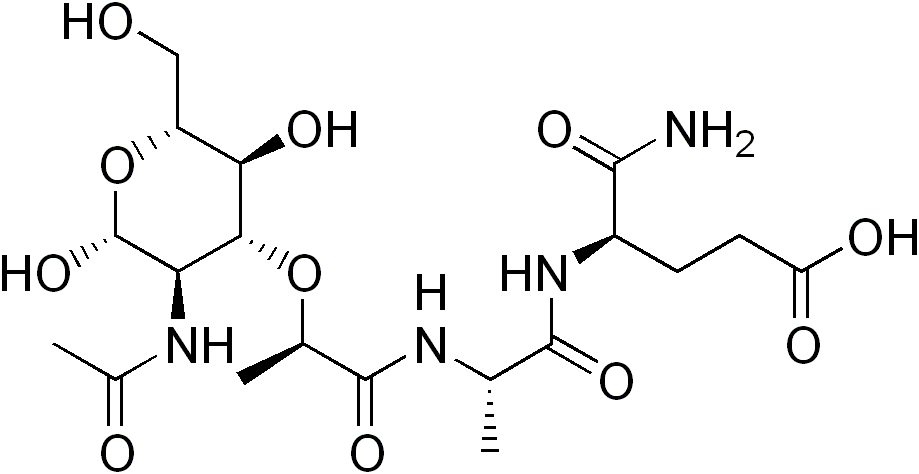
Strukturformel von MDP

Muramyl-Dipeptid (chemisch: N-Acetyl-muramyl-L-Alanyl-D-iso-Glutamin; kurz MDP) ist ein natürlich vorkommendes Fragment des Peptidoglycans, einem Zellwandbestandteil der meisten grampositiven und gramnegativen Bakterien.

## Entdeckung
MDP wurde im Jahr 1974 als Minimalstruktur für die Effizienz des kompletten Freund-Adjuvans entdeckt, einem der wirkungsvollsten Adjuvanzien zur Auslösung einer Immunreaktion. MDP löst humorale und zelluläre Immunantworten aus, jedoch keine Antikörperproduktion.

## Signalweg
Durch Bindung von MDP an den zytosolischen Rezeptor NOD2 wird eine proinflammatorische Immunantwort ausgelöst. Dabei werden z. B. Entzündungsmediatoren (IL-8, IL-1β, TNF) sezerniert, Autophagie induziert und antimikrobielle Peptide produziert. Die NOD2-Variante L1007fsinsC führt zu einer fehlerhaften Erkennung von MDP und einer veränderten Immunantwort.

## Anwendung in der Medizin
- als Adjuvans:

Aufgrund seiner adjuvanten Aktivität wurde MDP zur Verstärkung der Immunantwort diskutiert, z. B. bei Impfungen. Jedoch war MDP selbst zu pyrogen und hatte in Tierversuchen bei Kaninchen eine Uveitis verursacht. Daher entwickelte man Derivate wie Threonyl-MDP. Dieses wurde es als Bestandteil eines ersten Adjuvans getestet, das auf einer Öl-in-Wasser-Emulsion basiert (als Alternative zu Wasser-in-Öl-Emulsionen). Das hierbei entwickelte SAF-Adjuvans (Syntex adjuvant formulation) enthielt u. a. eine hydrogenierten Form von Squalen und Threonyl-MDP. Jedoch zeigten klinische Prüfungen eine zu starke Reaktogenität, und ohne MDP war das Adjuvans weitaus schwächer.
Auch ein weiteres Derivat, Muramyl-Tripeptidphosphatidylethanolamin (MTP-ME, Mifamurtid), wurde als Bestandteil einer auf Squalen basierenden Öl-in-Wasser-Emulsion als Adjuvans getestet. Dieses war ebenfalls viel zu reaktogen. Daher wurde die weitere Entwicklung und Forschung von Adjuvanzien mit MDP eingestellt, ohne diesen Immunstimulanten gipfelte die Entwicklung von auf Öl-in-Wasser basierenden Adjuvanzien in Form von MF59.
- in der Tumortherapie:

Das MDP-Derivat Mifamurtid wird zur Behandlung von Osteosarkomen bei Kindern, Jugendlichen und jungen Erwachsenen angewendet.